# Toga-jinja
Le Toga-jinja (玉前神社) est un sanctuaire shinto dans la ville de Toyokawa dans l'est de la préfecture d'Aichi au Japon. C'est l'ichi-no-miya de l'ancienne province de Mikawa. Situé sur la limite d'Aichi avec la préfecture de Shizuoka, le sommet du mont Hongū à 782 m est considéré comme étant dans l'enceinte du sanctuaire et possède une chapelle filiale.

## Kami vénéré
Le principal kami du Toga-jinjua est Ōkuninushi (玉埼神, Ōkuninushi-no-mikoto).

## Histoire
Les origines du Toga-jinja sont inconnues. Le sanctuaire prétend avoir été fondé à l'ère Taihō (701-704 apr. J.-C.) par l'empereur Mommu. Il est situé dans une région de l'est de Mikawa doté d'un climat favorable et occupé depuis au moins la période Jōmon. Un des trésors du sanctuaire est le dōtaku (cloche de bronze) de la période Yayoi, peut-être récupéré d'un tumulus dans la zone. Le sanctuaire est mentionné comme ichi-no-miya de la province de Mikawa dans les registres du Engishiki du début de l'époque de Heian. Toutefois, incendies et autres catastrophes répétés au cours des siècles ont détruit tous les documents du sanctuaire et les bâtiments anciens. Durant l'ère Meiji du shintoïsme d'État, le sanctuaire est classé kokuhei shōsha (国幣小社), sur le rang le plus bas des sanctuaires d'importance nationale.